# Arkel
Arkel è un villaggio nella provincia dell'Olanda meridionale nei Paesi Bassi. Fa parte del comune di Giessenlanden, ed è situato 3 km al nord di Gorinchem. Il comune di Arkel fu soppresso nel 1986 e diventò parte del comune di Giessenlanden.
Nel 2001, il villaggio aveva 2 752 abitanti.
Benché ci siano pochi luoghi o edifici di rilevanza culturale o storica, ad Arkel sono presenti alcuni monumenti dell'XIX secolo: una chiesa rotonda cupolata, un mulino a vento e una stazione ferroviaria.